# Orde van Militaire Verdienste (Zuid-Korea)
De Orde van Militaire Verdienste (Koreaans: 무공훈장 , mugonghunjang), is de belangrijkste militaire onderscheiding van de Republiek Korea, meestal Zuid-Korea genoemd. Men kan de orde moeilijk vergelijken met Europese ridderorden omdat iedere graad een eigen naam heeft die verwijst naar een inspirerend voorbeeld.
De Orde van Militaire Verdienste heeft vijf klassen (tot 1973 waren er 4 klassen) en elke klasse heeft drie graden. In afnemende rangorde zijn de klassen: Taeguk (태극), Eulji (을지), Chungmu (충무), Hwarang (화랑) en "Inheon" (인헌). Elke klasse heeft een eerste graad (금색 별 (gouden ster)), tweede graad (실버 스타 (zilveren ster)) of derde graad (geen ster).
Het kleinood is een achtpuntige gouden ster met een rood medaillon waarop een gouden helm van een ouderwets Koreaans model is afgebeeld. Op batons is de helm ook aangebracht. Het baton van de eerste klasse wijkt af van het lint.
De vijf graden
- Ie klasse: Taeguk (태극 무공훈장).
  - "Taeguk" refereert aan het "yin-yang" symbool dat centraal staat in de Koreaanse religie en filosofie.
  - De onderscheiding bestaat uit een gouden grootkruis aan een rood halslint.
- IIe klasse -Eulji (을지 무공훈장)
  - Genoemd naar generaal Eulji Mundeok (을지문덕) (6e eeuw), die een Chinees invasieleger in de val lokte en versloeg in 612 A.D.
  - De onderscheiding bestaat uit een gouden commandeurskruis aan een rood halslint met drie witte strepen langs de zoom.
- IIIe klasse - Chungmu (충무 무공훈장)
  - Genoemd naar Chungmu. Chungmu is de erenaam van admiraal Yi Sun-Shin (이순신) (1545 – 1598), een Korean naval commander die een vloot "schildpadschepen", gepantserde oorlogsschepen, gebruikte om een aantal maritieme overwinningen te behalen en de zo het Japanse bezettingsleger in Korea af te snijden van Japan in 1592.
  - De onderscheiding bestaat uit een gouden commandeurskruis aan een oranje halslint met drie witte strepen langs de zoom.
- IVe klasse - "Hwarang" (화랑 무공훈장)
  - Genoemd naar de "Hwarang", een groep van jonge elitekrijgers die tot ±de 10e eeuw bestond in het Koreaanse koninkrijk Silla. Letterlijk vertaald betekent "hwarang" "bloem van de jeugd" of "bloemen ridders".
  - De onderscheiding bestaat uit een gouden officierskruis aan een rood lint met twee witte strepen langs de zoom.
- Ve klasse - "Inheon" (인헌 무공훈장)
  - Genoemd naar Inheon. Inheon is de erenaam van Gang Gam-chan (강감찬) (948 – 1031), die in de 10e eeuw grote overwinningen behaalde op de Chinezen tijdens de Slag bij Kwiju en de Slag bij Heunghwajin.
  - De onderscheiding bestaat uit een gouden ridderkruis aan een blauw lint met twee rode strepen.

De onderscheiding wordt aan Koreaanse en geallieerde militairen verleend. Onder de dragers zijn ook Amerikanen, Filipijnse en Nederlandse militairen, waaronder generaal-majoor Nico Tack (1918-2007)